# Stazione meteorologica di Dobbiaco Aeroporto
La stazione meteorologica di Dobbiaco Aeroporto (in tedesco Wetterstation Toblach Flughafen) è la stazione meteorologica di riferimento per il Servizio Meteorologico dell'Aeronautica Militare e l'Organizzazione Mondiale della Meteorologia, relativa alla località di Dobbiaco e alla corrispondente conca alpina.

## Storia
La stazione meteorologica iniziò la sua attività nella prima metà del secolo scorso e, dopo la sua chiusura durante il secondo conflitto mondiale, fu ripristinata a pieno regime il 12 dicembre 1946. La sua originaria ubicazione era quasi certamente in una sede diversa da quella attuale; inizialmente la stazione meteorologica svolgeva anche funzioni di stazione radio ricetrasmittente e di assistenza al volo, nel periodo di tempo in cui era ubicata presso l'aeroporto di Dobbiaco.
L'osservatorio meteorologico ha svolto fin dalle origini anche funzioni di assistenza alla navigazione aerea, pur svolgendo fino al 1991 le proprie osservazioni in tempo reale ed emettendo i relativi bollettini tra le ore 3 e le ore 19; negli anni successivi è stato esteso il suddetto servizio nell'arco delle ventiquattro ore.
Fino al 30 aprile 2006 la stazione meteorologica era gestita dal locale distaccamento aeroportuale; dal giorno successivo è divenuta di diretta competenza del Centro Nazionale di Meteorologia e Climatologia Aeronautica di Pratica di Mare, facente capo al Servizio Meteorologico dell'Aeronautica Militare.

## Caratteristiche

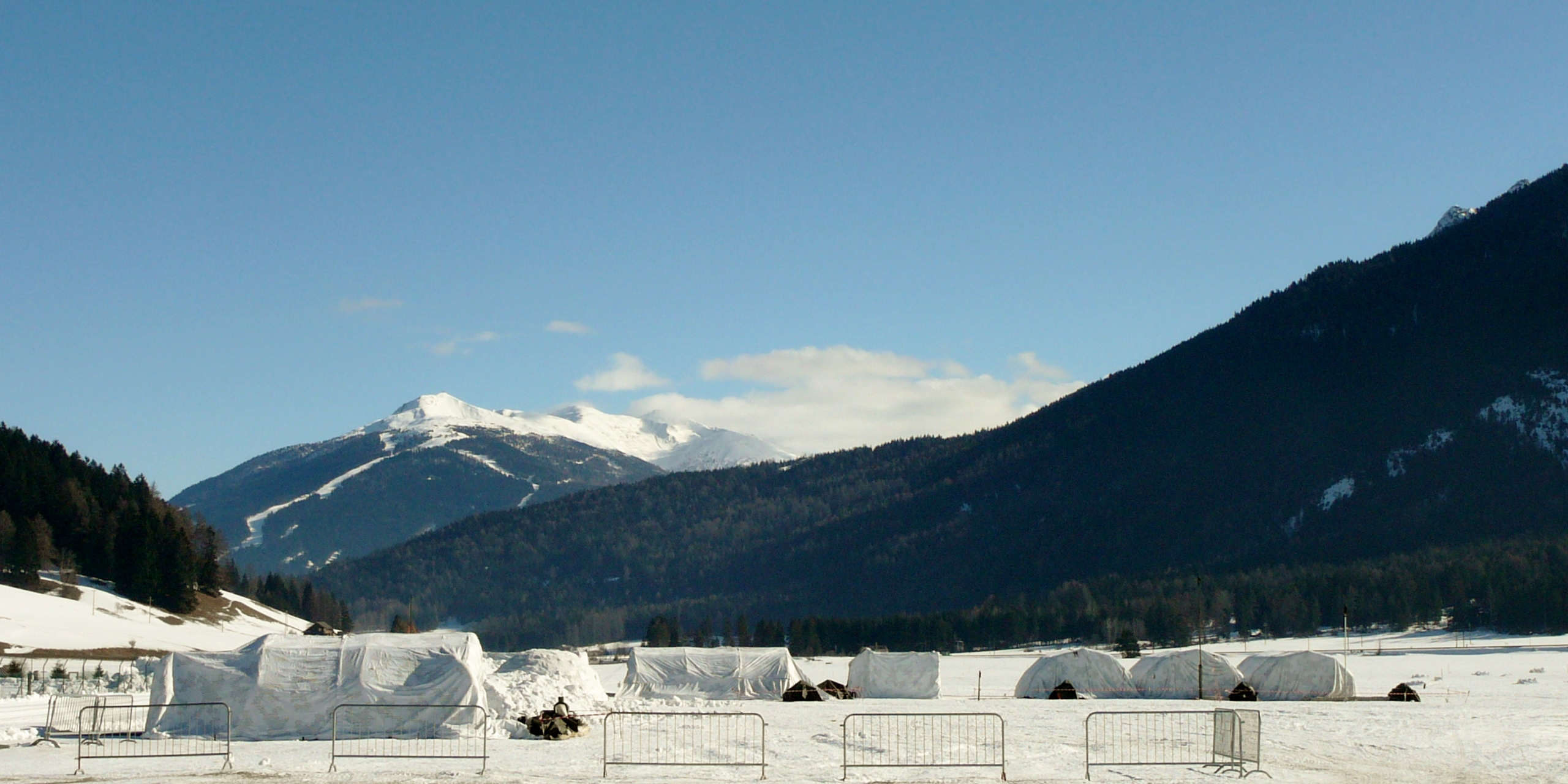
Veduta dell'area di ubicazione innevata della stazione meteorologica

La stazione meteorologica si trova nell'area climatica dell'Italia nord-orientale, in Trentino-Alto Adige, in provincia di Bolzano, nel comune di Dobbiaco, a 1.226 metri s.l.m. e alle coordinate geografiche 46°43′35.98″N 12°13′27.52″E. La sua esatta ubicazione è nella frazione di Dobbiaco Nuova, presso l'aeroporto di Dobbiaco, nel punto attraversato dallo spartiacque alpino, ove si intersecano la Val Pusteria e la Val di Landro; il luogo, che presenta caratteristiche di continentalità assieme a quelle montane tipiche della zona, è caratterizzato pertanto da rigidissime temperature minime durante la stagione invernale in presenza di condizioni di cielo sereno.
Oltre ad essere un punto di riferimento per l'assistenza alla navigazione aerea, la stazione effettua rilevazioni orarie tra le 0 e le 24 UTC con osservazioni sullo stato del cielo (nuvolosità in chiaro) e su temperatura, precipitazioni, umidità relativa, pressione atmosferica con valore normalizzato al livello del mare, direzione e velocità del vento.

## Medie climatiche ufficiali

### Dati climatologici 1971-2000
In base alle medie climatiche del periodo 1971-2000, le più recenti in uso, la temperatura media del mese più freddo, gennaio, è di -4,2 °C, mentre quella del mese più caldo, luglio, è di +15,6 °C; mediamente si contano 162 giorni di gelo all'anno e zero giorni con temperatura massima uguale o superiore ai +30 °C. I valori estremi di temperatura registrati nel medesimo trentennio sono i -30,0 °C del gennaio 1985 e i +32,4 °C del luglio 1983.
Le precipitazioni medie annue si attestano a 752 mm, mediamente distribuite in 95 giorni di pioggia, con minimo relativo in inverno e picco massimo in estate.
L'umidità relativa media annua fa registrare il valore di 65,8 % con minimi di 61 % a luglio e massimo di 73 % a dicembre; mediamente si contano 23 giorni di nebbia all'anno.
Di seguito è riportata la tabella con le medie climatiche e i valori massimi e minimi assoluti registrati nel trantennio 1971-2000 e pubblicati nell'Atlante Climatico d'Italia del Servizio Meteorologico dell'Aeronautica Militare relativo al medesimo trentennio.
| Dobbiaco Aeroporto (1971-2000)  | Mesi         | Mesi         | Mesi         | Mesi         | Mesi         | Mesi        | Mesi        | Mesi        | Mesi        | Mesi         | Mesi         | Mesi         | Stagioni | Stagioni | Stagioni | Stagioni | Anno  |
| Dobbiaco Aeroporto (1971-2000)  | Gen          | Feb          | Mar          | Apr          | Mag          | Giu         | Lug         | Ago         | Set         | Ott          | Nov          | Dic          | Inv      | Pri      | Est      | Aut      | Anno  |
| ------------------------------- | ------------ | ------------ | ------------ | ------------ | ------------ | ----------- | ----------- | ----------- | ----------- | ------------ | ------------ | ------------ | -------- | -------- | -------- | -------- | ----- |
| T. max. media (°C)              | 0,1          | 2,8          | 6,6          | 10,3         | 15,4         | 18,9        | 21,7        | 21,2        | 17,4        | 11,6         | 4,8          | 0,4          | 1,1      | 10,8     | 20,6     | 11,3     | 10,9  |
| T. min. media (°C)              | −8,5         | −7,3         | −3,4         | −0,2         | 4,2          | 7,4         | 9,5         | 9,2         | 6,0         | 1,9          | −3,5         | −7,3         | −7,7     | 0,2      | 8,7      | 1,5      | 0,7   |
| T. max. assoluta (°C)           | 9,2 (1990)   | 14,2 (1991)  | 18,1 (1989)  | 21,3 (1987)  | 27,0 (1996)  | 28,8 (1980) | 32,4 (1983) | 30,0 (1994) | 27,2 (1987) | 22,3 (1983)  | 15,1 (1996)  | 12,1 (1984)  | 14,2     | 27,0     | 32,4     | 27,2     | 32,4  |
| T. min. assoluta (°C)           | −30,0 (1985) | −21,5 (1991) | −21,2 (1971) | −11,0 (1986) | −12,2 (1979) | −1,5 (1987) | 0,5 (1993)  | −1,0 (1981) | −5,0 (1995) | −12,0 (1997) | −18,7 (1975) | −19,3 (1996) | −30,0    | −21,2    | −1,5     | −18,7    | −30,0 |
| Giorni di calura (Tmax ≥ 30 °C) | 0            | 0            | 0            | 0            | 0            | 0           | 0           | 0           | 0           | 0            | 0            | 0            | 0        | 0        | 0        | 0        | 0     |
| Giorni di gelo (Tmin ≤ 0 °C)    | 30           | 27           | 24           | 15           | 3            | 0           | 0           | 0           | 1           | 10           | 23           | 29           | 86       | 42       | 0        | 34       | 162   |
| Precipitazioni (mm)             | 22,2         | 28,8         | 33,9         | 43,8         | 78,6         | 103,9       | 120,5       | 97,9        | 75,8        | 72,1         | 44,4         | 29,6         | 80,6     | 156,3    | 322,3    | 192,3    | 751,5 |
| Giorni di pioggia               | 4            | 4            | 5            | 7            | 11           | 13          | 13          | 12          | 8           | 7            | 6            | 5            | 13       | 23       | 38       | 21       | 95    |
| Giorni di nebbia                | 3            | 1            | 2            | 1            | 1            | 1           | 1           | 2           | 2           | 3            | 3            | 3            | 7        | 4        | 4        | 8        | 23    |
| Umidità relativa media (%)      | 70           | 64           | 62           | 62           | 63           | 63          | 61          | 63          | 66          | 70           | 72           | 73           | 69       | 62,3     | 62,3     | 69,3     | 65,8  |

### Dati climatologici 1961-1990
In base alla media trentennale di riferimento 1961-1990, ancora in uso per l'Organizzazione meteorologica mondiale e definita Climate Normal (CLINO), la temperatura media del mese più freddo, gennaio, si attesta a -4,6 °C, quella del mese più caldo, luglio, è di +15,3 °C; mediamente si contano 165 giorni di gelo all'anno. Gli inverni vengono ad essere dunque freddi, con minime che spesso scendono al di sotto di -10 °C e talvolta anche sotto i -15 °C; le estati sono invece fresche e sono rare le punte oltre i +25 °C. Nel medesimo trentennio, la temperatura minima assoluta ha toccato i -30,0 °C nel gennaio 1985 (media delle minime assolute annue di -19,2 °C), mentre la massima assoluta ha fatto registrare i +32,4 °C nel luglio 1983 (media delle massime assolute annue di +28,4 °C).
La nuvolosità media annua si attesta a 4,4 okta, con minimo di 3,6 okta a dicembre e massimo di 5,3 okta a maggio.
Le precipitazioni medie annue, con un minimo invernale ed un picco in estate, risultano attorno ai 700 mm e distribuite mediamente in 93 giorni; in inverno sono quasi esclusivamente a carattere nevoso.
L'umidità relativa media annua fa registrare il valore di 66,4 % con minimo di 60 % a luglio e massimo di 74 % a dicembre.
| Dobbiaco Aeroporto (1961-1990) | Mesi         | Mesi         | Mesi         | Mesi         | Mesi         | Mesi        | Mesi        | Mesi        | Mesi        | Mesi         | Mesi         | Mesi         | Stagioni | Stagioni | Stagioni | Stagioni | Anno  |
| Dobbiaco Aeroporto (1961-1990) | Gen          | Feb          | Mar          | Apr          | Mag          | Giu         | Lug         | Ago         | Set         | Ott          | Nov          | Dic          | Inv      | Pri      | Est      | Aut      | Anno  |
| ------------------------------ | ------------ | ------------ | ------------ | ------------ | ------------ | ----------- | ----------- | ----------- | ----------- | ------------ | ------------ | ------------ | -------- | -------- | -------- | -------- | ----- |
| T. max. media (°C)             | −0,4         | 2,2          | 6,1          | 10,3         | 15,0         | 18,8        | 21,4        | 20,5        | 17,7        | 12,1         | 4,6          | −0,4         | 0,5      | 10,5     | 20,2     | 11,5     | 10,7  |
| T. min. media (°C)             | −8,7         | −7,3         | −3,8         | 0,0          | 3,9          | 7,3         | 9,2         | 8,8         | 6,1         | 1,9          | −3,3         | −7,8         | −7,9     | 0,0      | 8,4      | 1,6      | 0,5   |
| T. max. assoluta (°C)          | 15,4 (1965)  | 14,2 (1989)  | 18,1 (1989)  | 21,4 (1968)  | 27,2 (1969)  | 28,8 (1980) | 32,4 (1983) | 29,8 (1980) | 27,2 (1987) | 22,3 (1983)  | 15,8 (1970)  | 12,1 (1984)  | 15,4     | 27,2     | 32,4     | 27,2     | 32,4  |
| T. min. assoluta (°C)          | −30,0 (1985) | −21,3 (1969) | −21,2 (1971) | −12,0 (1970) | −12,2 (1979) | −1,5 (1987) | 0,8 (1978)  | −1,0 (1981) | −4,0 (1972) | −10,7 (1988) | −18,7 (1975) | −21,4 (1968) | −30,0    | −21,2    | −1,5     | −18,7    | −30,0 |
| Giorni di gelo (Tmin ≤ 0 °C)   | 30           | 26           | 25           | 15           | 4            | 1           | 0           | 0           | 2           | 10           | 23           | 29           | 85       | 44       | 1        | 35       | 165   |
| Nuvolosità (okta al giorno)    | 4,2          | 4,1          | 4,3          | 5,0          | 5,3          | 5,2         | 4,7         | 4,8         | 4,0         | 3,7          | 4,4          | 3,6          | 4,0      | 4,9      | 4,9      | 4,0      | 4,4   |
| Precipitazioni (mm)            | 27,6         | 33,9         | 40,7         | 45,1         | 79,1         | 92,8        | 109,1       | 101,9       | 66,5        | 54,7         | 48,2         | 31,6         | 93,1     | 164,9    | 303,8    | 169,4    | 731,2 |
| Giorni di pioggia              | 4            | 4            | 6            | 7            | 11           | 12          | 12          | 12          | 8           | 6            | 6            | 5            | 13       | 24       | 36       | 20       | 93    |
| Umidità relativa media (%)     | 71           | 67           | 64           | 64           | 65           | 62          | 60          | 63          | 66          | 69           | 72           | 74           | 70,7     | 64,3     | 61,7     | 69       | 66,4  |

## Valori estremi

### Temperature estreme mensili dal 1946 ad oggi
Nella tabella sottostante sono riportate le temperature massime e minime assolute mensili, stagionali ed annuali dal 1946 ad oggi, con il relativo anno in cui si queste si sono registrate. La massima assoluta del periodo esaminato di +32,4 °C risale al luglio 1983, mentre la minima assoluta di -30,0 °C è del gennaio 1985.
| Dobbiaco Aeroporto (1946-2024) | Mesi         | Mesi         | Mesi         | Mesi         | Mesi         | Mesi        | Mesi        | Mesi        | Mesi        | Mesi         | Mesi         | Mesi         | Stagioni | Stagioni | Stagioni | Stagioni | Anno  |
| Dobbiaco Aeroporto (1946-2024) | Gen          | Feb          | Mar          | Apr          | Mag          | Giu         | Lug         | Ago         | Set         | Ott          | Nov          | Dic          | Inv      | Pri      | Est      | Aut      | Anno  |
| ------------------------------ | ------------ | ------------ | ------------ | ------------ | ------------ | ----------- | ----------- | ----------- | ----------- | ------------ | ------------ | ------------ | -------- | -------- | -------- | -------- | ----- |
| T. max. assoluta (°C)          | 15,4 (1965)  | 14,6 (2012)  | 18,1 (1989)  | 25,6 (2024)  | 28,6 (2009)  | 32,3 (2019) | 32,4 (1983) | 31,5 (2023) | 28,2 (1949) | 24,4 (1948)  | 17,6 (1947)  | 12,1 (1984)  | 15,4     | 28,6     | 32,4     | 28,2     | 32,4  |
| T. min. assoluta (°C)          | −30,0 (1985) | −27,4 (1956) | −23,8 (1947) | −15,0 (1957) | −12,2 (1979) | −4,0 (1953) | −1,0 (1948) | −1,0 (1953) | −5,9 (2002) | −12,0 (1997) | −18,7 (1975) | −24,6 (1947) | −30,0    | −23,8    | −4,0     | −18,7    | −30,0 |